# Brompton (Automobilhersteller)
Brompton war ein britischer Hersteller von Automobilen.

## Unternehmensgeschichte
Das Unternehmen aus London begann 1921 mit der Produktion von Automobilen. Der Markenname lautete Brompton. Im gleichen Jahr endete die Produktion.

## Fahrzeuge
Das einzige Modell war ein Cyclecar. Ungewöhnlich war der Frontantrieb und die Einzelradaufhängung aller vier Räder. Ein V2-Motor von Motosacoche trieb das Fahrzeug an.